# Leeds Bradford repülőtér
A Leeds Bradford repülőtér (IATA: LBA, ICAO: EGNM) Anglia egyik nemzetközi repülőtere, amely Leeds és Bradford közelében található. Éves utasforgalma 3 287 968 fő (2022).

## Futópályák
A repülőtér futópályái:
- 14/32 (2250 m, 46 m, beton)

## Forgalom
Az utasforgalom az elmúlt években az alábbi módon változott:
| Utasok száma | 105 377 | 288 148 | 277 690 | 377 887 | 543 950 | 922 976 | 1 525 858 | 2 860 447 | 3 455 445 | 3 287 968 |
|              | 1961    | 1968    | 1975    | 1981    | 1988    | 1995    | 2002      | 2008      | 2015      | 2022      |